# Ctenophthalmus gigantospalacis
Ctenophthalmus gigantospalacis är en loppart som beskrevs av Ioff 1929. Ctenophthalmus gigantospalacis ingår i släktet Ctenophthalmus och familjen mullvadsloppor.

## Underarter
Arten delas in i följande underarter:
- C. g. gigantospalacis
- C. g. uralospalacis